# Svenska Folkbibeln
Svenska Folkbibeln är en svensk översättning av Bibeln. Nya testamentet utkom 1996 och är en nyöversättning, medan Gamla testamentet som utkom 1998 delvis är en nyöversättning och delvis en revision av 1917 års översättning. Hösten 2014 kom en reviderad version av Psaltaren och Nya testamentet.  2015 kom en helt ny översättning av både Gamla och Nya testamentet.
Översättningarna har skett framförallt som ett alternativ till Bibel 2000 som av översättarna och stiftelsen bakom översättningen anses alltför färgad av ett bibelkritiskt förhållningssätt. Flera av de inblandade står Stiftelsen Biblicum nära. Inte minst anser man att Bibel 2000 förbigått Gamla testamentets profetior om den kommande Messias: Kristus. På vissa punkter är skillnaden stor mellan Folkbibeln och Bibel 2000, till exempel de inledande kapitlen i Hoseas bok. Folkbibeln har kanske främst fått fäste bland evangelikala och lutheraner som själva betraktar sig som bekännelsetrogna. Mormonerna accepterar inte Bibel 2000, men godkänner läsning ur Svenska Folkbibeln.
Stiftelsen har också gjort en ljudbok av 1998 års text. Man har också gjort appar för Android och iPhone med 2014 års text.

### Fotnoter
1. ↑  Håkan Arenius (17 oktober 2014). ”Folkbibeln mer folklig i ny upplaga”. Dagen. http://www.dagen.se/kultur/folkbibeln-mer-folklig-i-ny-upplaga-1.275155. Läst 5 maj 2016.
2. ↑  Birger Olsson (2015). Johanna Gustafsson Lundberg, Roland Spjuth. red. ”Svenska Folkbibeln - en evangelikal bibelöversättning”. Svensk teologisk kvartalskrift 2015 årgång 91 (Centrum för teologi och religionsvetenskap, LUX) 91:  sid. 130-137. ISSN 0039-6761. https://journals.lub.lu.se/STK/article/download/16515/14962/.